# Michèle Artigue
Michèle Artigue (nacida en 1946) es una experta francesa en Educación matemática, una profesora emérita en la Universidad de París Diderot  y la anterior presidenta de la Comisión Internacional en Instrucción Matemática.

## Educación y vida tempranas
Artigue nació en 1946 en Bordères-sur-l'Échez, una pequeña ciudad en los Pirineos.
Era la hija  de un profesor de guardería, y escribe que "siempre estuvo interesada en las matemáticas".[2]  Asistió al instituto en Tarbes, la ciudad más cercana lo suficientemente grande para aquel nivel escolar, y tras esto estuvo dos años en un curso preparatorio de matemáticas para entrar a las Grandes Escuelas en Toulouse, donde su hermana trabajaba como profesora.
Se convirtió en una estudiante en la Escuela Normal Superior (Francia) en 1965. Entre sus instructores se incluyeron Gustave Choquet, Henri Cartan, y Laurent Schwartz. Después de que naciese su hijo en 1967, su madre se fue a vivir con ella a París para ayudar a cuidar de él. Durante aproximadamente el mismo tiempo, se interesa en la Teoría de modelos a través de un libro escrito por Georg Kreisel y Jean-Louis Krivine. Participó en una protesta estudiantil en 1968, parte de los acontecimientos de Mayo de 1968 en Francia, en los cuales la mayoría del alumnado rechazó tomar la parte oral del concurso de agregación, pero su resistencia al examen no duró y completó su agregación en 1969.
A continuación se convirtió en una estudiante en la Universidad de París, estudiando lógica matemática, y cuándo esta institución se dividió en múltiples universidades en 1970  escogió ir a la universidad de París Diderot. Allí completó su doctorado en 1972.

## Carrera
Mientras aún era estudiante de doctorado, Artigue se convirtió en miembro del cuerpo docente de lo que sería la Universidad Diderot de París en 1969. En parte como consecuencia de las protestas estudiantiles, ese mismo año se fundó en la universidad el Instituto de Investigación en Educación Matemática (IREM), con André Revuz [fr] como director, y Revuz invitó a Artigue a ser uno de sus miembros. Gracias a su participación en el instituto, sus intereses se desplazaron de la lógica a la educación matemática.
Artigue dirigió el IREM de 1985 a 1988. Después se trasladó al Instituto Universitario de Formación del Profesorado de la Universidad de Reims Champán-Ardenne, donde obtuvo una plaza de profesora titular y se convirtió en directora del departamento de matemáticas. Regresó a la Universidad Diderot de París y a la dirección del IREM en 1999, y se jubiló como profesora emérita en 2010.
También fue presidenta de la Comisión Internacional de Instrucción Matemática de 2007 a 2010.

## Búsqueda
Los primeros trabajos de Artigue en educación matemática se centraron en derivadoas e integrales y en la representación gráfica de funciones. Posteriormente, se interesó por la tecnología educativa y su integración en la enseñanza de las matemáticas. Su investigación también incluyó trabajos sobre teoría pedagógica.

## Reconocimiento
Artigue fue ponente invitado en el Congreso Internacional de Matemáticos en dos ocasiones, en 1998 y 2006.
En 2012, sus colaboradores organizaron una conferencia en su honor en París, y un festschrift de la conferencia, The Didactics of Mathematics: Enfoques y problemas: Un homenaje a Michèle Artigue, se publicó en 2016.
Artigue ganó la medalla Félix Klein de la Comisión Internacional de Instrucción Matemática en 2013. En 2015, el Comité Interamericano de Educación Matemática le concedió su medalla Luis Santaló.  En 2015 fue nombrada Caballero de la Legión de Honor.